# Josh Holloway

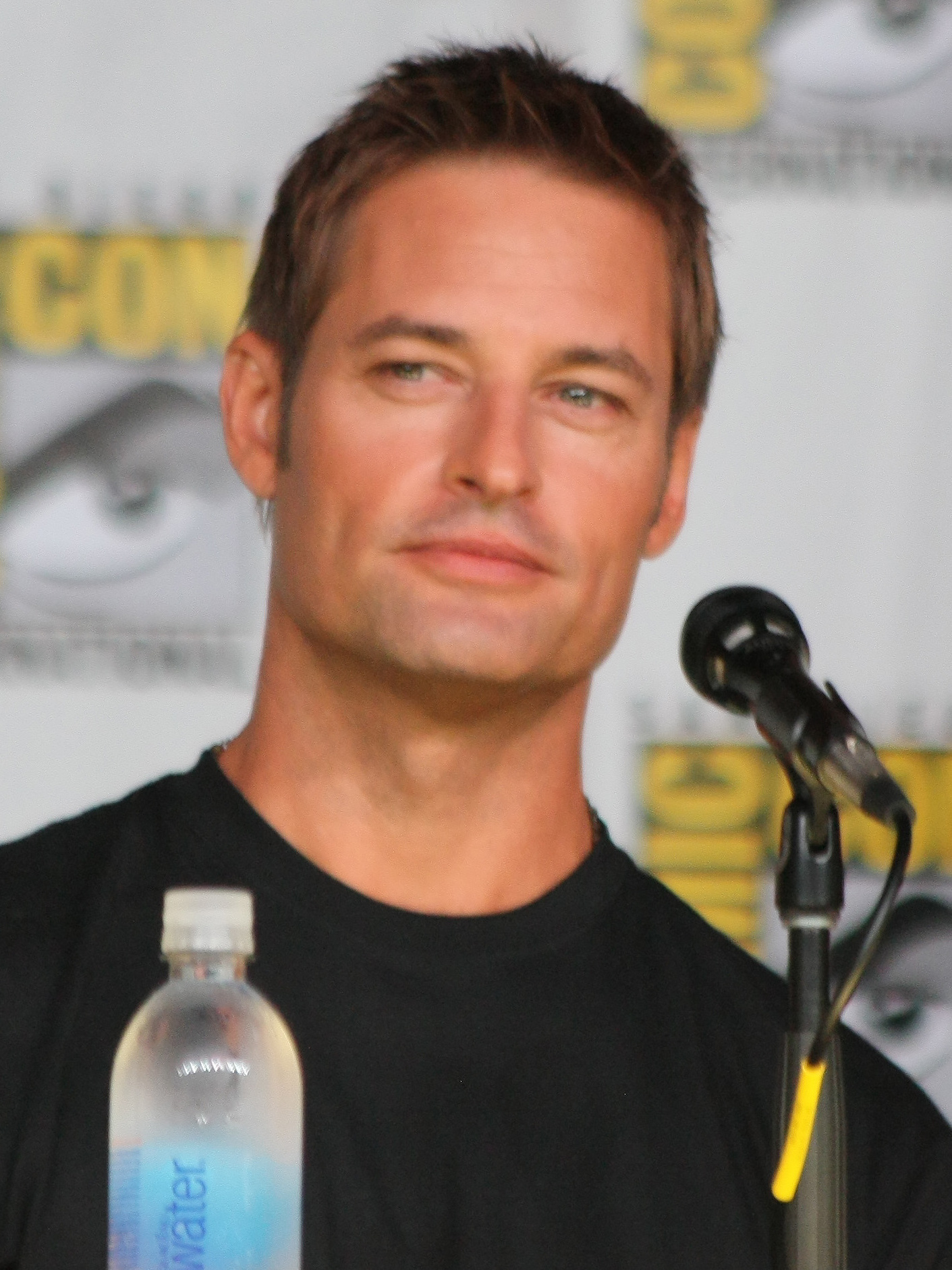
Josh Holloway auf der San Diego Comic-Con International (2013)

Joshua Lee Holloway (* 20. Juli 1969 in San José, Kalifornien) ist ein US-amerikanischer Schauspieler niederländischer und schottischer Abstammung.

## Leben
Holloway wurde am 20. Juli 1969 in Kalifornien geboren. Seine Familie zog, als er zwei Jahre alt war, nach Free Home, Georgia, wo er als Zweitältester von vier Jungen aufwuchs. Bereits als Kind interessierte sich Holloway für den Film und die Schauspielerei. Nachdem er ein Jahr an der Universität von Georgia studiert hatte, entschied er sich für eine Karriere als Model.
Holloway zog nach Los Angeles, um Model zu werden. Seine erste Filmrolle bekam er in der Komödie Doctor Benny. Es folgten Hauptrollen in Filmen wie Mi Amigo und Cold Heart.
Trotzdem hielten sich die Angebote in seiner Anfangszeit in Grenzen, und so wurde Holloway nur ein- bis zweimal im Jahr engagiert. Anerkennung brachte ihm jedoch seine Hauptrolle im Science-Fiction-Fernsehfilm Sabertooth – Angriff des Säbelzahntigers (2002). Im folgenden Jahr gastierte er in den Serien CSI: Vegas und Navy CIS. In den Filmsequenzen des Spiels Command & Conquer 3: Tiberium Wars von EA Games stellt er den Nod-Soldaten Ajay dar. Er ist der Hauptdarsteller des „Cool Water“-Werbespots der Marke Davidoff.
Der internationale Durchbruch gelang ihm 2004, als er eine der Hauptrollen in der Erfolgsserie Lost erhielt, die Rolle des undurchsichtigen, mit Südstaaten-Akzent sprechenden James „Sawyer“ Ford. 2011 war er in Mission: Impossible – Phantom Protokoll an der Seite von Tom Cruise zu sehen.

## Privatleben
Josh Holloway lebt mit seiner indonesischen Frau, die er am 1. Oktober 2004 nach sechsjährigem Zusammenleben heiratete, in Los Angeles. Am 9. April 2009 bekam das Ehepaar eine Tochter. Anfang 2014 folgte ein Sohn.

## Filmografie (Auswahl)

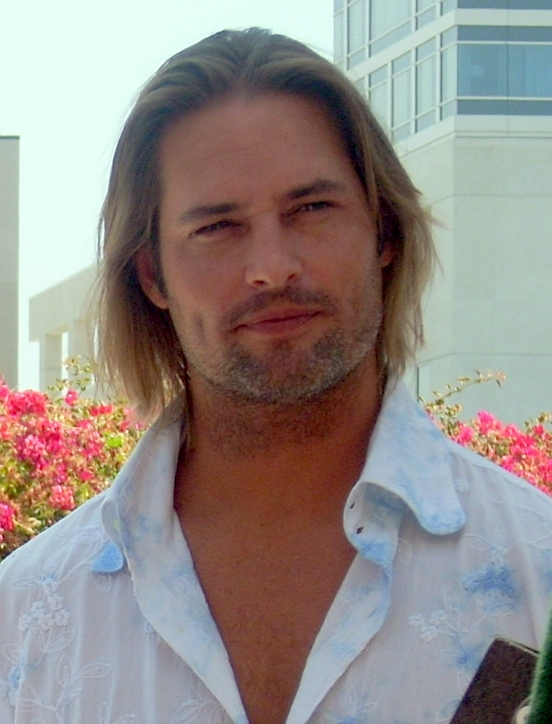
Josh Holloway (2009)

- 1999: Angel – Jäger der Finsternis (Angel, Fernsehserie, Episode 1x01)
- 2001: Walker, Texas Ranger (Fernsehserie, Episode 8x17)
- 2001: Cold Heart
- 2002: Ausziehen, einziehen, umziehen! (Moving August)
- 2002: Mi Amigo
- 2002: My Daughter’s Tears – Meine Tochter ist keine Mörderin (My Daughter’s Tears)
- 2002: Sabertooth – Angriff des Säbelzahntigers (Sabretooth)
- 2003: Dr. Benny (Doctor Benny)
- 2003: CSI: Vegas (CSI: Crime Scene Investigation, Fernsehserie, Episode 4x01)
- 2004: Navy CIS (NCIS, Fernsehserie, Episode 1x12)
- 2004–2010: Lost (Fernsehserie, 104 Episoden)
- 2006: Just Yell Fire
- 2007: Whisper
- 2009: Stay Cool – Feuer & Flamme (Stay Cool)
- 2011: Mission: Impossible – Phantom Protokoll (Mission: Impossible – Ghost Protocol)
- 2011: Community (Fernsehserie, Episode 2x23)
- 2011: Five (Fernsehfilm)
- 2013: Paranoia – Riskantes Spiel (Paranoia)
- 2013: Battle of the Year
- 2014: Intelligence (Fernsehserie, 13 Episoden)
- 2014: Sabotage
- 2016–2018: Colony (Fernsehserie, 36 Episoden)
- 2020: Unglaubliche Geschichten (Amazing Stories, Fernsehserie, Episode 1x05)
- 2020: Yellowstone (Fernsehserie, 9 Episoden)

## Auszeichnungen
- 2005: Screen Actors Guild Awards – bester Gesamteindruck im Drama bei Serien (Best Ensemble – Drama Series) für Lost